# Supper's Ready
«Supper's Ready» (en español: "La Cena Está Lista") es una canción de la banda Genesis. Apareció por primera vez en 1972, en el álbum Foxtrot, y fue interpretada por la banda de forma regular durante varios años después de su publicación. Se pueden encontrar versiones en vivo en los álbumes Seconds Out de 1977 y en el recopilatorio Genesis Archive 1967-75 grabada en 1973.

## Sinopsis
Con sus 23 minutos de duración, la canción podría ser descrita como una pieza compuesta a su vez por otras siete canciones más pequeñas, aunque los temas tratados y las estructuras musicales se repiten a lo largo de ellas. Firme a los postulados del rock progresivo, la canción sufre muchos cambios en los tiempos, notas, instrumentación, y estados de ánimo. Incluso así, la estructura musical del tema permanece en la actualidad como bastante avanzada.
Los créditos del álbum señalan la autoría de la canción al esfuerzo conjunto de toda la banda (Banks/Collins/Gabriel/Hackett/Rutherford). En diversas entrevistas, Banks mencionó que compuso varias de las progresiones musicales durante sus años de universidad; Gabriel aportó la gran parte de la letra de la canción y Collins contribuyó mucho en los arreglos y piezas musicales que enlazaban una sección con la siguiente.
La canción ha sido muy aclamada por los fanes de la banda por su naturaleza épica y su clímax catártico; en el que Gabriel particularmente transmitía a través de su interpretación vocal gran contenido emocional hacia el final de la canción. La temática de la obra se refiere a una hipotética lucha entre el bien y el mal; observándose referencias directas al libro del Apocalipsis. 
A menudo Gabriel ha sido citado con su dicho "sentía que estaba cantando por su vida" en el estudio de grabación. En contraste, se dice que un fan entusiasmado dijo "¡Steve, en realidad creo que vi a Dios al final de la canción!", al que Hackett le respondió "Bueno, simplementente estaba tratando de encontrar las notas adecuadas".
"Supper's Ready" puede ser considerada como un buen ejemplo de una canción larga, dividida en secciones, que a menudo eran grabadas por distintas bandas de rock progresivo de esta época.

## Historia
Parece que los padres de la esposa de Gabriel, Jill, vivían en una antigua casa, y en el último piso había un cuarto realmente extraño, drapeado de púrpura y negro, y permanentemente más frío que el resto de la casa. Ahora, por alguna razón, un día, Peter y Jill estaban ahí arriba, y tuvieron una experiencia realmente extraña. Peter no entra en demasiados detalles, pero probablemente fue algo sobrenatural, y dice que el clímax fue cuando miró a Jill y vio otra cara en lugar de la suya – una cara malvada...(al principio de la canción la letra dice "Juro que vi tu cara cambiar, no parecía estar bien").
Este hecho inspiró a un Peter alucinado, en un alto grado, a escribir "una historia épica acerca del bien y del mal" (sus propias palabras), lo que se transformó en "la cena está lista". Gradualmente creció en la escritura, hasta que recogió todo el Libro de las Revelaciones – Peter dice que a veces sentía que estaba "guiado" hacia esas fuentes. Todo eso explica por qué Gabriel siempre tenía un enlace tan emocional con la canción – él dice que a veces sentía que estaba "cantando para su alma."
Bueno, hay más al respecto de lo que fue contado por Peter, en el libro de Armando Gallo. Parece que había un examigo de Peter y Jill quien era aficionado a lo oculto, y mandaba ondas muy negativas entre Peter y Jill. Mientras ellos estaban teniendo su experiencia en el extraño cuarto de arriba, Peter miró afuera de la ventana y vio una procesión fantasmal en el jardín. Sintió como si sus vidas estuvieran en peligro en ese momento.
John Anthony, el productor de Charisma, era más amigo de Peter y de Jill que del resto de la banda. Una noche, Anthony fue con Peter y Jill a la casa de sus padres en "Kensington Palace". Estaban en un cuarto frío decorado brillantemente de turquesa y púrpura, en la parte superior de la casa. "Jill y yo estábamos conversando acerca del poder, fuerza y destino," dijo Anthony. “De repente fui consciente de que la atmósfera del cuarto entero había cambiado. Jill había entrado en una especie de trance. De repente las ventanas se abrieron con el viento, seguido de un frío extremo, y a continuación este fenómeno psíquico.
"Ninguno de nosotros, Peter, Jill o yo estuvimos usando drogas o bebiendo. Me di cuenta de que era una manifestación básica. Lo había visto antes, el cuarto estaba lleno de un frío humo astral, éter psíquico. Lo que me asustó, fue que comenzó a moverse en la forma de un torbellino – la gran rueda que proyecta los espíritus en la estratósfera. No tiene nada que ver con la muerte. Es un fenómeno que puede ocurrir con personas de una gran psique. Si pasas por algo de esto, es muy probable que cuando regreses no seas el mismo."
Peter admitió que estaba muy asustado. "Vimos nuestras caras en las del otro. Era como si algo más se hubiera puesto entre nosotros y estaba usándonos como punto de encuentro", dijo. "La cortina se abrió por completo, aunque no había viento, y el cuarto se volvió helado. Y sentí que veía figuras afuera, figuras con capas blancas, y el césped en el que los vi no era el mismo césped que estaba afuera. Yo estaba temblando como una hoja y con un sudor frío , y finalmente hice una cruz con un candelabro y lo levanté frente a Jill cuando ella estaba hablando con una voz extraña. Ella reaccionó como un animal salvaje y John y yo tuvimos que sujetarla."
"No sé cuando de esto estaba sucediendo dentro de mi cabeza y cuanto estaba sucediendo realmente, pero fue una experiencia que nunca pude olvidar y fue el punto de partida para una canción acerca de la lucha entre el bien y el mal." Este incidente inspiró a la canción "Supper's Ready".

## Secciones
Las secciones que se detallarán a continuación están sincronizadas con la versión original del tema de 22 minutos y 57 segundos. La versión remasterizada de 2007 dura unos 23 minutos y 5 segundos por lo cual los tiempos de las secciones aquí expuestas no coinciden completamente. A continuación se da un breve detalle de la música que se desarrolla en cada sección:

### "Lover's Leap" (0:00 - 3:47)
(En castellano: "Salto Del Amante")
Esta sección toca las raíces más folk de la banda; con arpegios de guitarra como fondo (Hackett, Banks y Rutherford tocan todos ellos al mismo tiempo guitarras de 12 cuerdas). Se les une también un piano eléctrico, un bajo, un chelo y una flauta. La letra nos habla de un hombre que regresa a su hogar tras haber estado ausente durante mucho tiempo para ser recibido por su amante. También se menciona una visión sobrenatural (six saintly shrouded men: "seis hombres santos envueltos"), que Gabriel afirma referirse a una experiencia que él mismo tuvo en compañía de su mujer (Jill) y el productor (John Anthony).

### "The Guaranteed Eternal Sanctuary Man" (3:48 - 5:44)
(En castellano: "El Hombre Del Santuario Garantizado Para La Eternidad")
En esta parte, Banks pasa a interpretar el Órgano Hammond y Collins entra a la percusión. En las interpretaciones en directo, Gabriel solía ponerse una "corona de espinas" en este momento.

### "Ikhnaton and Itsacon and Their Band of Merry Men" (5:44 - 9:42)
(En castellano: "Akenatón e Itsacon y Su Banda de Hombres Alegres ")
Esta parte es mucho más dinámica, con un ritmo de batería muy vivo, un solo de guitarra de Hackett y unos partes combinadas de guitarra y órgano (que incluyen una sección con rápidos arpegios de guitarra y órgano en los que Hackett utiliza la técnica del "tapping"). La letra relata una batalla en la que se involucra Akenatón.

### "How Dare I Be So Beautiful?" (9:43 - 11:05)
(En castellano: "¿Cómo me Atrevo a Ser tan Hermoso?")
Esta sección es lenta, la única instrumentación con acordes de piano. En el estudio, cada acorde era introducido a través de un fade-in por lo que se pierde el comienzo del sonido del acorde, dando la impresión de que se trata de un órgano más que de un piano. El título de esta sección era la frase que solía decir Jonathan King, el contacto musical de los primeros años del grupo. La letra relata el desenlace de la batalla anterior y el estado del campo de batalla tras la victoria. También nos habla del mito griego de Narciso, que se convirtió en flor.

### "Willow Farm" (11:05 - 15:39)
(En castellano: "Granja de Sauces")
En las interpretaciones en vivo, esta sección muestra lo que quizás sea uno de los momentos más icónicos de Gabriel - las letras comienzan con la pregunta "¿Una Flor?", apareciendo Gabriel disfrazado con su "máscara de flor" (inspirado, según el mismo Gabriel dijo, en un programa infantil de la BBC, "The Flowerpot Men"). Musicalmente, esta sección es de alguna forma extraña, caracterizándose entre otras cosas: secciones que recuerdan un vaudeville, secciones de sintetizador (empleando el Mellotron Mark II), y música concreta con ruidos de trenes y explosiones.
En lo que respecta a la letra, tiene un estilo que recuerda de algún modo a la imaginería de Monty Python, tratando temas de lo absurdo en la cultura inglesa, como por ejemplo: "ahí está Winston Churchill vestido de mujer, solía ser una bandera británica, una bolsa de plástico, ¡que locura!" y numerosos elementos haciendo juegos de palabras, abordando temas como la depravación en las escuelas o la agricultura. Gabriel dijo que fue escrita para contrastar con la oscuridad del resto de la canción. Esto podría interpretarse como el caos debido a la batalla, procediendo al apocalipsis, donde los "12.000" son salvados y los santos regresan de la muerte. Los ángeles abren los siete sellos para simbolizar el rapto.
También en una parte se hace una mención a la portada del disco y al mismo tiempo hace mención a la canción "The Musical Box" del álbum Nursery Cryme: "está lleno de sorpresas, todos mienten como el zorro en las rocas, y la caja musical"
Al final de esta sección hay un interludio, sin estar claramente definido si pertenece a "Willow Farm" o a la siguiente sección, "Apocalypse In 9/8", con pedaleras de bajo, guitarra eléctrica, órgano y melotrón, que desembocan en una melodía de flauta sobre una base de guitarra y oboe.

### "Apocalypse in 9/8 (Co-Starring the Delicious Talents of Gabble Ratchet)" (15:40 - 20:11)
(En castellano: "Apocalipsis en 9/8 (Co-Protagonista los Deliciosos Talentos de Gabble Ratchet")
En este punto, ingresa la batería, con la sección rítmica de Collins, Hackett y Rutherford  (a la guitarra y bajo respectivamente) emplean el atípico compás de 9/8. Sobre esta base, Gabriel entona las letras colmadas con imágenes del Apocalipsis, similar al libro de las Revelaciones, alternándose con complejos solos de órgano de Banks (interpretados con métricas cambiantes frente a la constante métrica de fondo de 9/8 de la sección rítmica). Finalmente, con sonidos de síntesis del Mellotron que imitan violines (conjunto de cintas que reproducen tres violines), llegamos al clímax vocal de Gabriel.
En las representaciones en vivo, durante los solos de órgano, Gabriel se ponía el disfraz de «Magog» con cabeza geométrica (que puede ser observado en la portada del álbum Genesis Live). Gabble Ratchet es una referencia a los Sabuesos del Infierno; usualmente son representados como gansos, lo que explica el efecto de sonido escuchado durante esta sección. También son conocidos como los "Sabuesos de Gabriel", lo que puede indicar una sarcástica referencia al mismo cantante de la banda. De hecho, el programa entregado en la gira 1972/73 se refiere a esta sección como "co-protagonista los deliciosos talentos del ganso salvaje".

### "As Sure As Eggs Is Eggs (Aching Men's Feet)" (20:11 - 22:57)
(En castellano: "Tan Seguro Como Que Huevos es Huevos" (Los Pies de los Hombres Lastimados")
"Apocalypse In 9/8" desemboca en una sección más lenta en la que se vuelven a escuchar letras similares a "Lover's Leap" junto con la progresión de acordes de "The Guaranteed Eternal Sanctuary Man", con un fondo de cajas y campanas tubulares. "Apocalypse In 9/8" finaliza cuando Collins da tres golpes a la campanas tubulares, al tercer golpe se inicia la nueva sección (20 minutos y 11 segundos) y la primera frase cantada es And it's hey babe, with your guardian eyes so blue. Aquí es donde se alcanza el momento más alto, con destellos de luz, Gabriel se desprende de su disfraz de Magog, apareciendo bajo él con un traje blanco. Gabriel, entonces, cogía una barra fluorescente de luz negra, esgrimiéndola como si se tratara de una espada, o como un símbolo de santidad.
En algunas representaciones, Gabriel era elevado con unos cables, pero la banda dejó de emplear esta técnica al considerarla peligrosa. Desde este momento al final, están presentes constantemente la batería, el bajo y el melotrón. Gabriel canta una letra que recuerda a William Blake con referencias a Jerusalén y al retorno de Cristo con alusiones a Apocalipsis 19:17 ("Vi a un ángel en el sol. Él gritó con voz clara, diciendo a todos los pájaros que vuelan en el cielo: ¡Venid! Acercaros a la gran cena del Señor.").
La canción finaliza con un fade-out, en el que escuchamos la guitarra eléctrica de Hackett. En la grabación original, esta sección se interpretaba en tono de La; pero debido a que Gabriel no podía mantener el esfuerzo vocal en el escenario, normalmente, la banda la interpretaba en tono de Sol.
As Sure As Eggs Is Eggs es una variante en el folklore de la tautología "X = X", y en este contexto es una referencia a la fe: estando absolutamente convencido de la victoria definitiva del bien sobre el mal y que Dios y el Cielo existen realmente.

## Supper's Ready y las Revelaciones
Según reza un programa que la banda entregaba a los espectadores de la gira 72/73:
i. El salto de los amantes
En el cual dos amantes se pierden cada uno en los ojos del otro y se encuentran nuevamente transformados en los cuerpos de otro hombre y mujer.
ii. El hombre del santuario garantizado para la eternidad
Los amantes llegan a una ciudad dominada por dos personajes; uno es un benevolente granjero y el otro, la cabeza de una altamente disciplinada religión científica. El segundo prefiere ser conocido como “El hombre del santuario garantizado para la eternidad” y clama contener un nuevo ingrediente secreto capaz de combatir el fuego. Esto es una falsedad, una falacia, un chasco y una argucia, o para ponerlo en términos más claros; una mentira.
iii. Akenatón y Aklbotón y su banda de hombres alegres
A quienes los amantes ven amalgamarse en grises y púrpuras esperando ser invocados hacia arriba del suelo. En el comando de la división de Servicios Especiales de General Electric (S.E.G.E.) ellos germinan desde la tierra para atacar a todos aquellos que no tienen la  “Licencia de Vida Eterna” al día, las cuales se adquieren en la oficina central de la religión S.E.G.E.
iv. ¿Cómo me atrevo a ser tan hermoso?
En el cual nuestros intrépidos héroes investigan el después de la batalla y descubren una figura solitaria, obsesionada por su propia imagen. Son testigos de una inusual transformación, y luego son empujados hacia sus propios reflejos en el agua.
v. Granja de sauces
Arrastrándose hacia fuera de la pileta, están de nuevo en una existencia diferente. Están en el medio de una miríada de colores brillantes, rellenos de todo tipo de objetos, plantas, animales y humanos. La vida fluye libremente y todos están descerebradamente ocupados. Al azar, una flauta sopla y cada pequeña cosa es instantáneamente cambiada por otra.
vi. Apocalipsis en 9/8 (co-protagoniza los deliciosos talentos de Gabble Ratchet)
Al primer soplido los amantes se vuelven semillas en la tierra, donde reconocen otras semillas como personas del mundo en el que ellos se habían originado. Mientras esperan la primavera, son regresados a su viejo mundo para ver el Apocalipsis de San Juan en pleno progreso. Los siete trompetistas causan una sensación, la zorra no para de arrojar números seis y Pitágoras (un extra griego) es delirantemente feliz mientras se las arregla para poner la cantidad exacta de leche y miel en sus cereales.
vii. Tan seguro como que los huevos son huevos (los pies doloridos de los hombres)
Después de todo un huevo es un huevo
“Y esos pies…” haciendo que se junten los finales
La Nueva Jerusalén es donde morarán los resucitados después del día del juicio (el cielo).

## Introducción en vivo
Una parte esencial de los conciertos de Genesis durante la era de Peter Gabriel, eran las historias que contaba entre las canciones; "Supper's ready" también tiene su propia historia. Esta es la que se contó en el Teatro Rainbow, de Londres, el 20 de octubre de 1973 (como aparece en el álbum "Archives 1967-1975"):

"El viejo Michael pasó por la tienda de mascotas, la cual nunca estaba abierta, entró en el parque, el cual nunca estaba cerrado, el parque estaba lleno de un césped muy suave, limpio y verde. Entonces Henry se sacó toda la ropa y comenzó a frotar su piel en el mojado, limpio, y verde césped. Se acompañaba a sí mismo con una tonada - era algo así... 

(Collins toca el hi-hat mientras Gabriel silba la tonada)
Bajo el suelo, esas sucias, contorsionadas y marrones cosas llamadas gusanos interpretaban estos soniditos de la superficie como lluvia. La lluvia en el mundo de los gusanos significa dos cosas: encuentros y hora del baño. Ambas experiencias eran muy bienvenidas en la colonia de los gusanos. En segundos, toda la superficie del parque era una masa de sucios, marrones, aguados y contorsionados gusanos. Estaba igualmente muy complacido, el viejo Michael, y comenzó a silbar una canción, esta vez para acompañarse a él mismo...
(Gabriel silba un extracto de “Jerusalem boogie”)

“El boogie de Jersualem” para nosotros quizás, pero para las aves significa que “la cena está lista."
cquote

La tonada que Gabriel silba es una versión muy cortada del himno tradicional de Jerusalén. Emerson, Lake and Palmer tienen su interpretación del himno en su álbum Brain Salad Surgery. Durante la era de Phil Collins, utilizaba una historia diferente, siendo de alguna forma una introducción más engañosa:

"Ahora esta historia particular trata acerca de Romeo y Julieta. Ah si... amigos de la audiencia. Bueno, Romeo, Romeo, esa noche, siendo viernes, se sentía muy, muy cachondo.  Y entonces decidió telefonear a su joven dama, Julieta, quien tenía 16 años de edad y estaba lo suficientemente cachondo, como para invitarla a salir con él en su coche. Bueno, por supuesto, Julieta no tenía más alternativa que aceptar la invitación, y luego de una hora, estaban en la parte de atrás de su coche.

Bueno, Romeo era un tanto principiante y la primera media hora la pasó sin decir una palabra, pero muy lentamente y de forma muy seductora le quitó algo de su ropa. Y luego le quitó los pantalones. De cualquier forma, cuando ella estuvo completamente desnuda, Romeo muy excitado se quitó su camisa, y sus pantalones. Tenía que hacer esto él mismo porque Julieta estaba atada al volante. De paso... yo no sabía que había tanta gente que ataran sus novias en los volantes. Bueno, Romeo estaba a punto de acercarse a Julieta de esta forma, ¿o era de esta forma? No, era definitivamente así. Pero afortunadamente para Julieta, desde su postura junto al volante, notó el reloj en el tablero.

¡Romeo! ¡Romeo! Desátame, debo irme a casa. Ahora esperen, esperen. Romeo estaba muy excitado, verán, porque no lo ha hecho por semanas. Y le dijo, Julieta, no puedes dejarme así. Y ella le dijo, debo, debo, tengo mucha hambre, y, y, y, y, y... la cena está lista".
cquote

Las referencias a Romeo y Julieta están puestas para crear confusión intencionalmente, ya que ellos son los protagonistas de la canción "The Cinema Show".

## Formación
- Tony Banks - Órgano, melotrón, piano, piano eléctrico, guitarra acústica de 12 cuerdas, coros.
- Steve Hackett - Guitarra eléctrica, guitarra acústica de 12 cuerdas y 6 cuerdas solista.
- Phil Collins - Batería, percusión y voces.
- Peter Gabriel - Voz principal, flauta travesera, oboe, aro de sonajas
- Mike Rutherford - Bajo, pedalero, guitarra sajona de 12 cuerdas, chelo, coros.